# Diocese de Texcoco
A Diocese de Texcoco (em latim: Dioecesis Texcocensis) é uma diocese da Igreja Católica localizada no município de Texcoco, no estado do México, pertencente a Arquidiocese de Tlalnepantla no México. Foi fundada em 30 de abril de 1960 pelo Papa João XXIII. Com uma população católica de 1.201.000 habitantes, sendo 85,1% da população total, possui 63 paróquias com dados de 2021.

## História
Em 30 de abril de 1960 o Papa João XXIII cria a Diocese de Texcoco através do território da Arquidiocese do México. Em 1964 a Diocese de Texcoco juntamente com a Arquidiocese do México perdem território para a formação da Diocese de Tlalnepantla. Em 1979 a Diocese de Texcoco perde território para a formação da Diocese de Cuautitlán e da Diocese de Nezahualcóyotl. Em 1989 a diocese tem sua província eclesiástica alterada, passando do México para Tlalnepantla. Em 1995 a diocese perde território para a formação da Diocese de Ecatepec. Em 2008 perde território para a formação da Diocese de Teotihuacán.

## Lista de bispos
A seguir uma lista de bispos desde a criação da diocese em 1960.
|                   | Nome                             | Período      | Notas                             |
| Bispos            | Bispos                           | Bispos       | Bispos                            |
| ----------------- | -------------------------------- | ------------ | --------------------------------- |
| 4º                | Juan Manuel Mancilla Sánchez     | 2009 - atual |                                   |
| 3º                | Carlos Aguiar Retes              | 1997 - 2009  | Nomeado arcebispo de Tlalnepantla |
| 2º                | Magín Camerino Torreblanca Reyes | 1978 - 1997  |                                   |
| 1º                | Francisco Ferreira Arreola       | 1960 - 1977  | Faleceu no cargo                  |
| Bispos auxiliares |                                  |              |                                   |
| 2º                | Juan Manuel Mancilla Sánchez     | 2001 - 2005  | Nomeado bispo de Ciudad Obregón   |
| 1º                | Magín Camerino Torreblanca Reyes | 1972 - 1978  | Nomeado bispo diocesano           |